# Ambulocetus natans
Ambulocetus natans és una espècie de cetaci amfibi de la família dels ambulocètids que visqué en allò que avui en dia és el Pakistan durant l'Eocè mitjà, fa uns 47 o 48 milions d'anys. Se n'han trobat restes fòssils a la formació de Kuldana. Es tracta de l'única espècie del gènere Ambulocetus. Conegut únicament a partir d'un esquelet gairebé complet, és un dels cetacis eocens més estudiats i ha contribuït molt al coneixement de l'evolució dels cetacis i la seva transició de la terra al mar, car fou el primer cetaci descobert amb tot un conjunt d'adaptacions compatibles amb un estil de vida amfibi.
És un fòssil de transició que mostra com les balenes evolucionaren de mamífers terrestres. Amb la seva aparença de cocodril mamífer de tres metres de longitud, tenia un estil de vida clarament amfibi; les seves potes darreres estaven més ben preparades per la natació que per desplaçar-se per terra i probablement nedava amb ondulacions verticals de l'esquena, com les llúdries, les foques i les balenes. S'ha especulat que els ambulocètids caçaven de la mateixa manera que els cocodrils, amagant-se a l'ombra per saltar sobre les preses incautes. Una anàlisi química de les seves dents mostra que podien viure en aigua dolça o salada.
Ambulocetus no tenia orella externa. Per detectar les preses a la terra, és possible que enganxés el cap a terra per detectar-ne les vibracions.
La raó per la qual els científics consideren que Ambulocetus és una balena primitiva és que ambdós tenen en comú certes adaptacions a la vida aquàtica; Ambulocetus tenia una adaptació al nas que li permetia empassar-se coses sota l'aigua i tenia una orella semblant a la de les balenes, que li permetia sentir-hi bé sota l'aigua. A més, les seves dents són similars a la dels cetacis.
Els fòssils d'aquesta espècie foren trobats al Pakistan per l'antropòleg Johannes Thewissen. A l'Eocè, el Pakistan era una regió costanera a la vora del mar de Tetis.